# Силібінін
Силібінін (INN), також відомий як силібін, (назва походить від латинської назви роду Розторопша Silybum) основний діючий компонент силімарину, стандартизованого екстракту насіння розторопші плямистої, що містить суміш флавонолігнанів таких як силібінін, ізосилібінін, силікристин, силідіанін та інші. 
Сибілінін є майже еквімолярною сумішшю двох діастереомерів, силібініну A та силібініну B. Силібінін пригнічує кілька фармокологічних ефектів, зокрема в печінці, крім того є певні клінічні свідчення, на користь використання силібініну як підтримувального елемента при деяких типах цирозу печінки.

## Фармакологія
Недостатня розчинність у воді та біодоступність силімарину стала причиною розробки покращених формуляцій. Силіпід (торгова назва Siliphos), комплексний препарат силімарину та фосфатидилхоліну (лецитин) має майже 10-кратно більшу біодоступність від силімарину, хоча попередніми дослідженнями було встановлено, що біодоступність силіпіду є вищою від силімарину лише в 4.6 разів. Існують також повідомлення, що комплекс β-циклодекстрину та силімарину має більшу розчинність в порівнянні до силімарину. Експерименти з глікозидами силібініну, показали що ці сполуки мають більшу розчинність у воді і сильніший гепатопротекторний ефект.
Існують повідомлення, що силімарин пригнічує цитохром P-450, тому не слід виключати взаємодію з ліками, що утилізуються в основному через Р450.

## Токсичність
Вплив високих доз силібініну вивчався в клінічному дослідженні на людях з раком простати, результати якого свідчать, що денна доза 13 грам переноситься легко, а єдиним побічним ефектом є безсимптомна гепатотоксичність, яка провлялася гіпербілірубінемією та підвищеним рівнем аланінамінотрансферази. 
Силімарин також не показав ембріотоксичних властивостей в дослідах на тваринах.

## Використання в медицині
Силібінін використовується в деяких країнах як ліки для терапії токсичних уражень печінки: у випадках отруєння блідою поганкою; як додаткову терапію при хронічних гепатитах та цирозі. Хімічно модифікований, з метою більшої розчинності у воді, силібінін поставляється під торговою маркою Legalon® SIL. Силібінін також входить до складу препаратів силімарину.

## Потенційне використання у медицині
Силібінін досліджується з метою визначити можливість використання для лікування раку (наприклад у зв’язку зі здатністю пригнічувати сигнальну систему STAT3).
Силібінін також має кілька властивостей, що можуть бути корисними для шкіри. Серед таких властивостей хемопротекторна дія проти токсинів довкілля, протизапальні ефекти, захисна дія від ушкоджень спричинених ультрафіолетовим опроміненням: захист від фотоканцерогенезу, епідермальної гіперплазії а також репарація пошкодженої ДНК.